# إريك ويبر
إريك ويبر (بالألمانية: Erich Weber)‏ هو جندي ألماني، ولد في 12 سبتمبر 1860 في كامن في ألمانيا، وتوفي في 29 أكتوبر 1933 في برلين في ألمانيا.